# Dombostelek
Dombostelek (ukránul: Плоске) település Ukrajnában, Kárpátalján, a Munkácsi járásban.

## Fekvése
Szolyvától északnyugatra, Szarvaskút és Kispálos közt fekvő település.

## Története
A trianoni békeszerződés előtt Bereg vármegye Szolyvai járásához tartozott.
1910-ben 585 lakosából 14 magyar, 28 német, 543 ruszin volt. Ebből 12 római katolikus, 546 görögkatolikus, 26 izraelita volt.